# Yaohai
Yaohai léase: Yáo-Jái (en chino 瑶海区:, pinyin:Yáohǎi qū, lit: mar Yao) es un distrito urbano bajo la administración directa de la Ciudad - Prefectura de Hefei, capital de provincia de Anhui, centro este de la República Popular China. Su área netamente urbana es de 142 km² y su población para 2012 es de 900 mil habitantes.
En los últimos años, sucesivamente ha ganado más de 20 títulos nacionales y provinciales como reconocimiento en el desarrollo de la ciencia y la tecnología, juventud civilizada, salud, rehabilitación de la comunidad de discapacitados, entre otros.

## Administración
La ciudad-distrito de Yaohai se divide 13 Pueblos que se administran en 12 subdistritos y 1, además cuenta con  1 Zona franca para fomentar el desarrollo:
- Subdistritos: Chéngdōng, Shènglì lù, Míngguāng lù, Chēzhàn, Sānlǐ jiē, Tónglíng lù, Qīlǐ zhàn, Dà tōnglù, Hépíng lù, Hóng, Zhǎng huái y Fāngmiào
- Pueblos: Dàxīng
- Zona franca: Zona de desarrollo Longgang

## Transporte
El distrito de Yaohai es el centro de transporte de Hefei. Situado en la zona de la estación de tren de Hefei, estación de autobuses, Puerto nuevo de Hefei, autopistas nacionales que a conectan con toda China y transporte fluvial por ríos y lagos, es sede del aeropuerto Yaohai-hefei.